# Vrees
Vrees település Németországban, azon belül Alsó-Szászország tartományban. Lakosainak száma 1916 fő (2023. december 31.). Vrees Friesoythe, Lindern, Werlte és Rastdorf községekkel határos.

## Népesség
A település népességének változása:
| Lakosok száma | 1739 | 1762 | 1776 | 1830 | 1948 | 1916 |
|               | 2016 | 2017 | 2019 | 2021 | 2022 | 2023 |